# Sydney Walker
Sydney Walker, né le 5 mai 1921 à Philadelphie, (Pennsylvanie, États-Unis), et mort le 30 septembre 1994 à San Francisco, (Californie, États-Unis), est un acteur américain.

## Filmographie

### Cinéma
- 1968 : Un détective à la dynamite
- 1970 : The Way We Live Now : Lincoln
- 1970 : Portrait d'une enfant déchue : le psychiatre
- 1970 : Love Story : Dr Shapeley
- 1990 : Best Shots : Oncle Jack
- 1992 : Prelude to a Kiss : le vieil homme
- 1993 : Madame Doubtfire : le conducteur du bus
- 1994 : Rends la monnaie, papa : M. Wankmueller

### Télévision
- 1954 : The New Adventures of China Smith : Arthur Quaile (1 épisode)
- 1956 : Captain Z-Ro : William de Normandie, Will Scarlette, Leonardo, James Marshall et le Roi Alfred (5 épisodes)
- 1965 : For the People : Dr Andrews (1 épisode)
- 1970-1971 : Haine et Passion : Dr Bruce Banning
- 1974 : Great Performances : Levshin (1 épisode)
- 1984 : L'Aventure des Ewoks : Deej Warrick
- 1985 : La Bataille d'Endor : Deej Warrick
- 1990 : Jack Killian, l'homme au micro (1 épisode)
- 1991 : Shadow of a Doubt : M. Granville